# 굿모닝 OBS (라디오 프로그램)
굿모닝 OBS는 OBS 라디오에서 매일 아침 7시에 방송중인 아침 시사 라디오 프로그램이다.

## 역사
2023년 3월 31일 OBS 라디오 개국과 함께 첫방송을 시작했으며, 원래는 평일 방송이었으나, 2023년 8월 14일부터 매일 방송으로 확대되었다.
평일에는 생방송이며, 주말에는 별도의 코너를 두는 앞의 세 프로와 달리 굿모닝 OBS 스페셜이란 이름으로 방송되며, 평일에 방송되지 못했던 비하인드 스토리를 포함해 지난 방송분 프로그램들을 짜깁기해서 나온다.
첫방일부터 2024년 2월 18일(본방송은 16일)까지는 아침 종합 정보 프로그램으로 방송되었고, 2월 19일부터는 아침 시사 프로그램으로 전환되었다.

## 역대 DJ
- 1대: 이창명, 이유나 (전 경기방송 아나운서) (2023년 3월 31일 ~ 2024년 2월 18일)
- 2대: 최진만 (OBS경인TV 기자), 이유나 (전 경기방송 아나운서) (2024년 2월 19일 ~ 2025년 4월 27일)
- 3대: 최진만 (OBS경인TV 기자) (2025년 5월 1일 ~ 현재)

## 역대 방송시간
| 방송 채널  | 방송 기간                         | 방송 시간                                                       |
| ---------- | --------------------------------- | --------------------------------------------------------------- |
| OBS 라디오 | 2023년 3월 31일 ~ 2023년 8월 11일 | 평일 아침 7:00 ~ 아침 9:00                                      |
| OBS 라디오 | 2023년 8월 14일 ~ 현재            | 평일 아침 7:00 ~ 아침 9:00, 주말 아침 7:00 ~ 아침 9:00 (스페셜) |